# Homalium trigynum
Homalium trigynum là một loài thực vật có hoa trong họ Liễu. Loài này được (Baker) Sleumer mô tả khoa học đầu tiên năm 1973.